# Cúpula geodésica

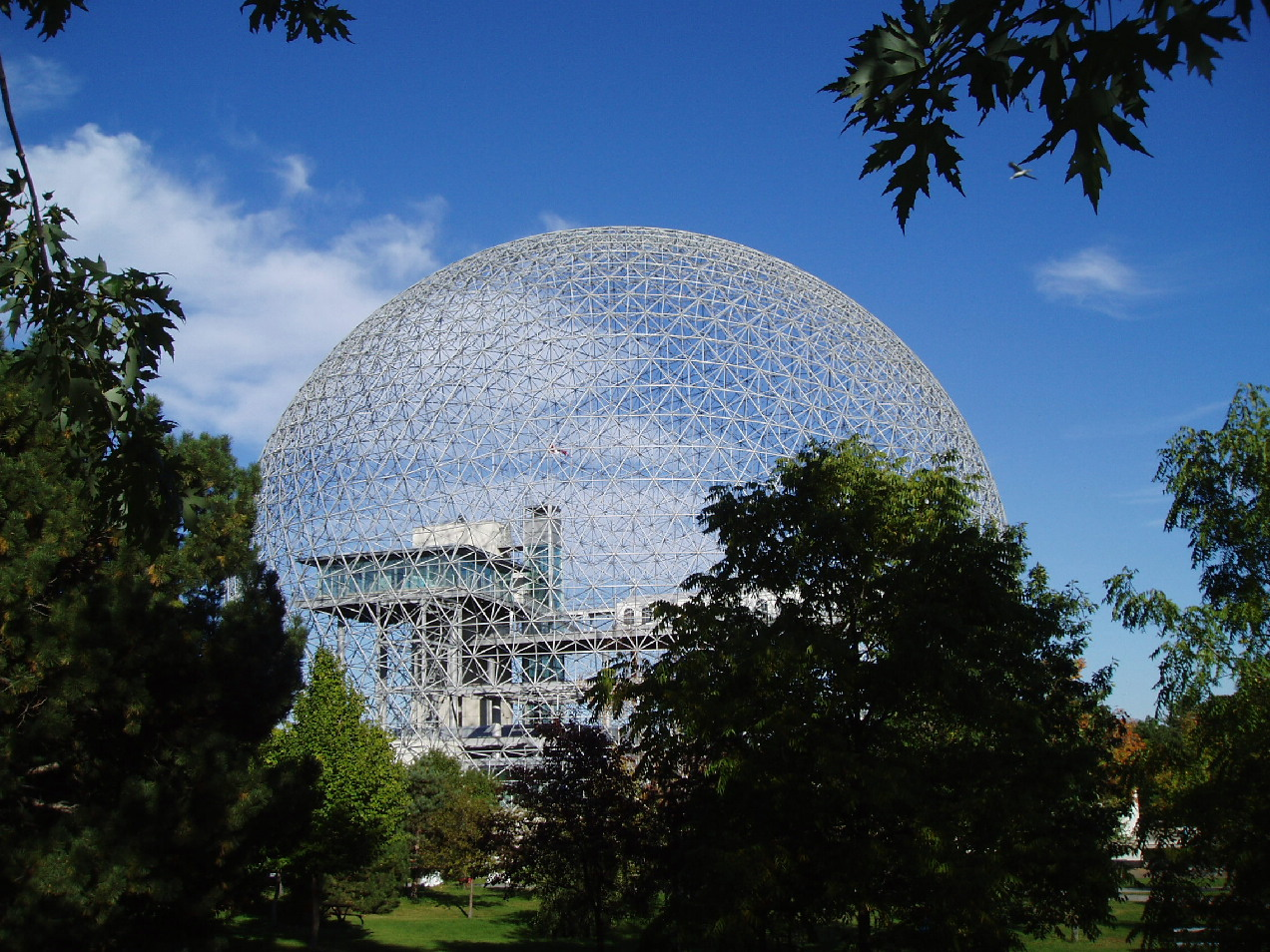
La Biosfera de Montréal, anteriormente el Pabellón Americano de la Expo 67, por R. Buckminster Fuller, en Île Sainte- Hélène, Montreal, Quebec

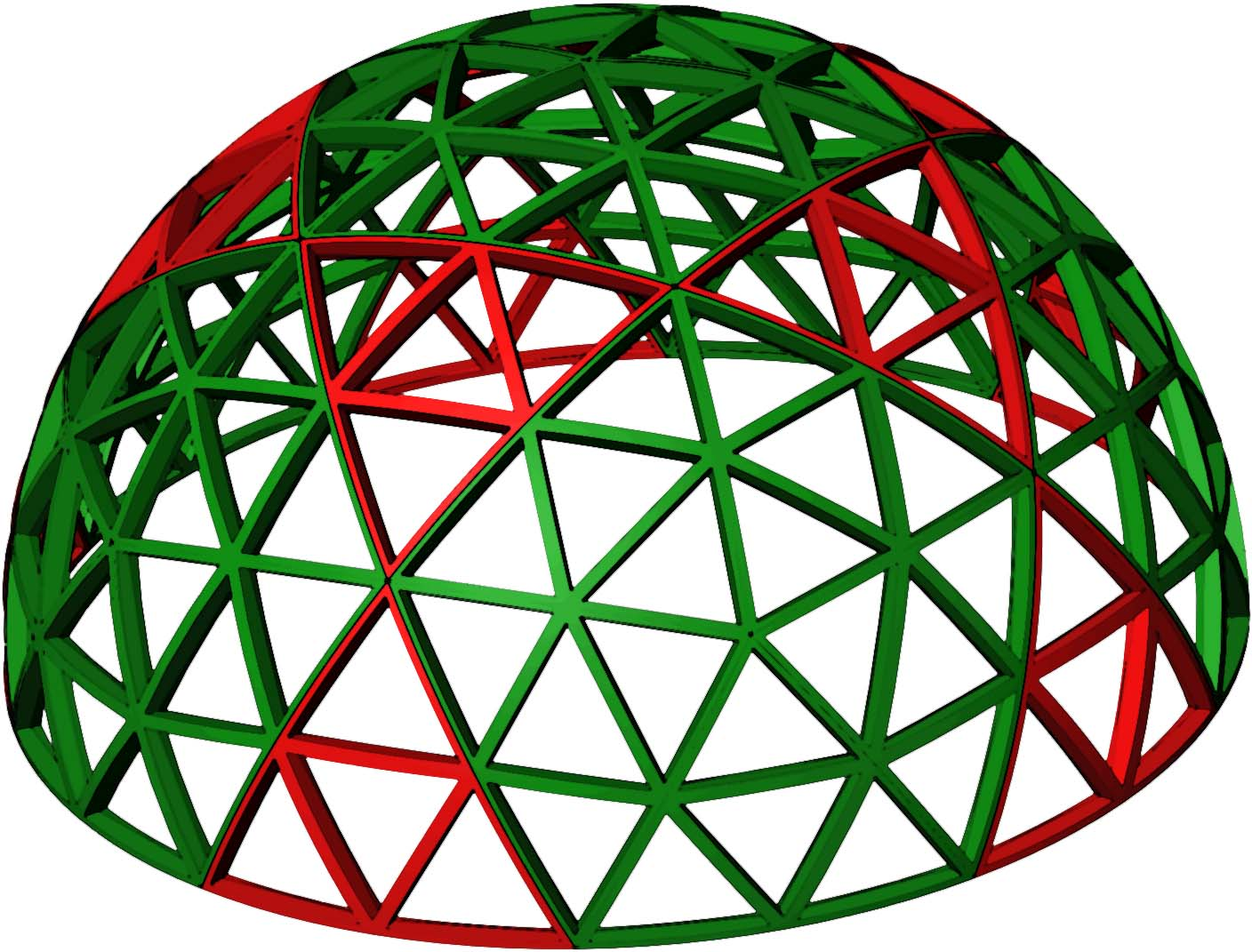
Semiesfera geodésica de frecuencia 4 generada de un icosaedro.

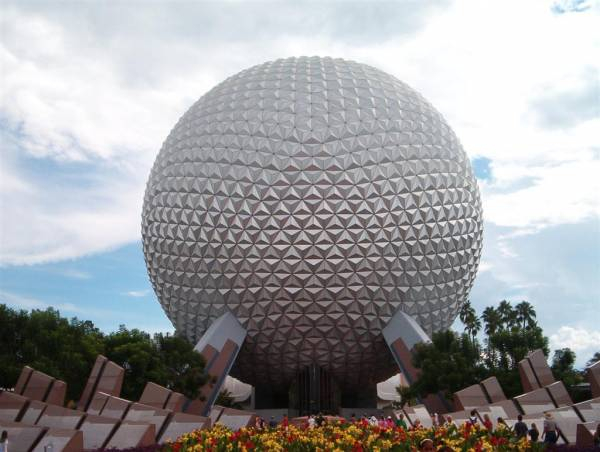
Nave espacial Tierra en Epcot.

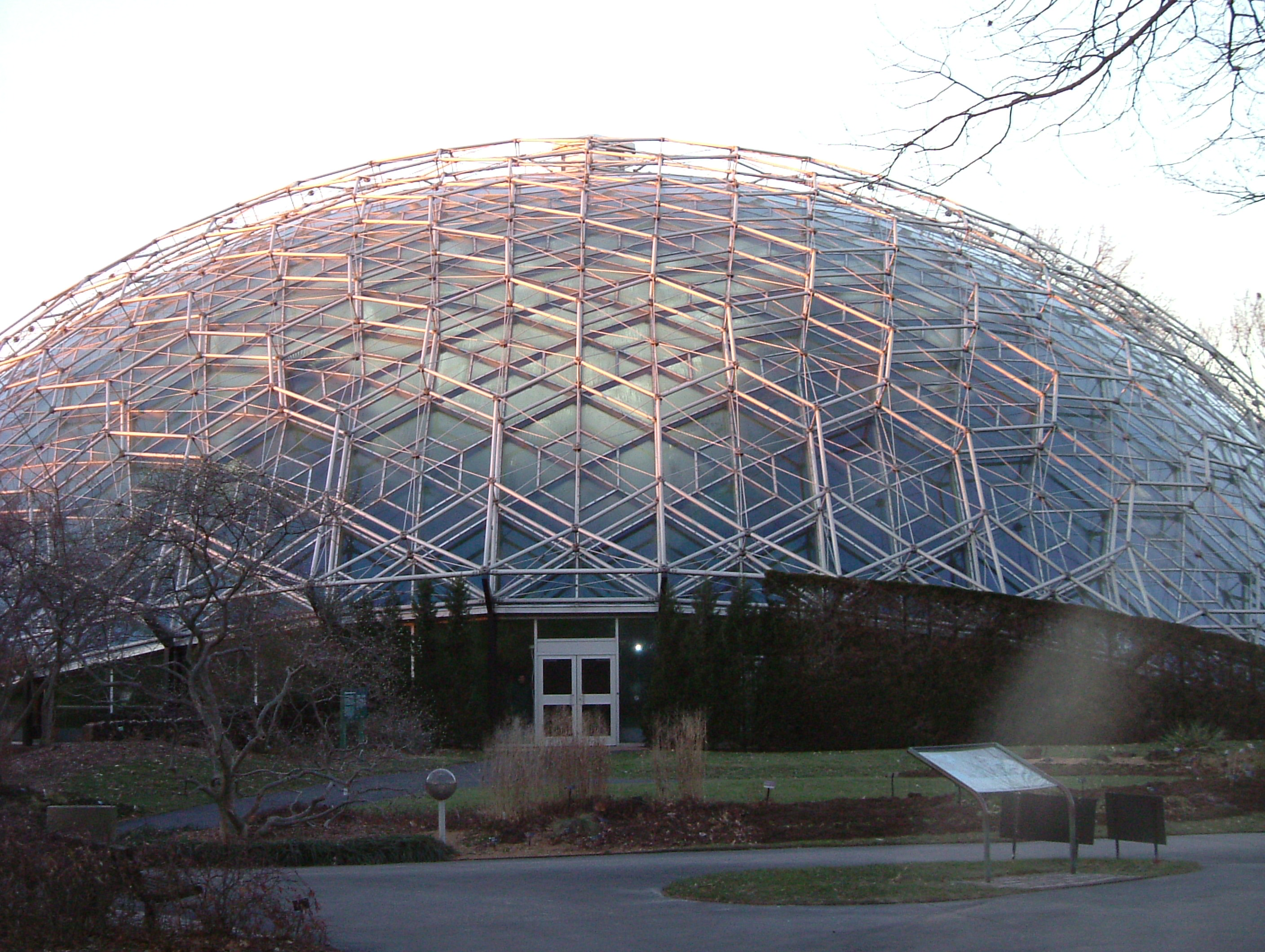
El Climatron invernadero en los Jardines Botánicos de Misuri, construido en 1960 y diseñado por Thomas C. Howard de Synergetics, Inc., inspiró las Cúpulas de la película de ciencia ficción Silent Running

Una cúpula geodésica o  domo geodésico es parte de una esfera geodésica, un poliedro generado a partir de un icosaedro o un dodecaedro, aunque puede generarse de cualquiera de los sólidos platónicos.

## Reseña histórica
Richard Buckminster Fuller es considerado  inventor de las cúpulas geodésicas, ya que es quien ostenta su patente en 1954. Fuller las desarrolló en la década de los 40, creando una de las cúpulas geodésicas más conocidas en 1967 en la Exposición Universal de Montreal, de 76 m de diámetro y 41,5 m de altura.
Existen ejemplos anteriores de cúpulas geodésicas, como en el Palacio Imperial de China (1885) o en el planetario de los talleres Carl Zeiss (1922).
En el Palacio Imperial de China (Ciudad Prohibida, Pekín), perteneciente a las dinastías Ming y Qing, se puede observar una esfera con una subdivisión geodésica de un icosaedro. Se trata de una esfera bajo la garra de un león guardián, similar a otro del Palacio de Verano de China (próximo a Pekín), que data aproximadamente de 1885.
En cuanto al planetario de los talleres Carl Zeiss, se trata de una cúpula geodésica de frecuencia 16 creada por Walther Bauersfeld, que pasó a ser denominada "la maravilla de Jena". A partir de esta, muchas otras fueron creadas, hasta que la idea fue desarrollada por Fuller.

## Descripción geométrica

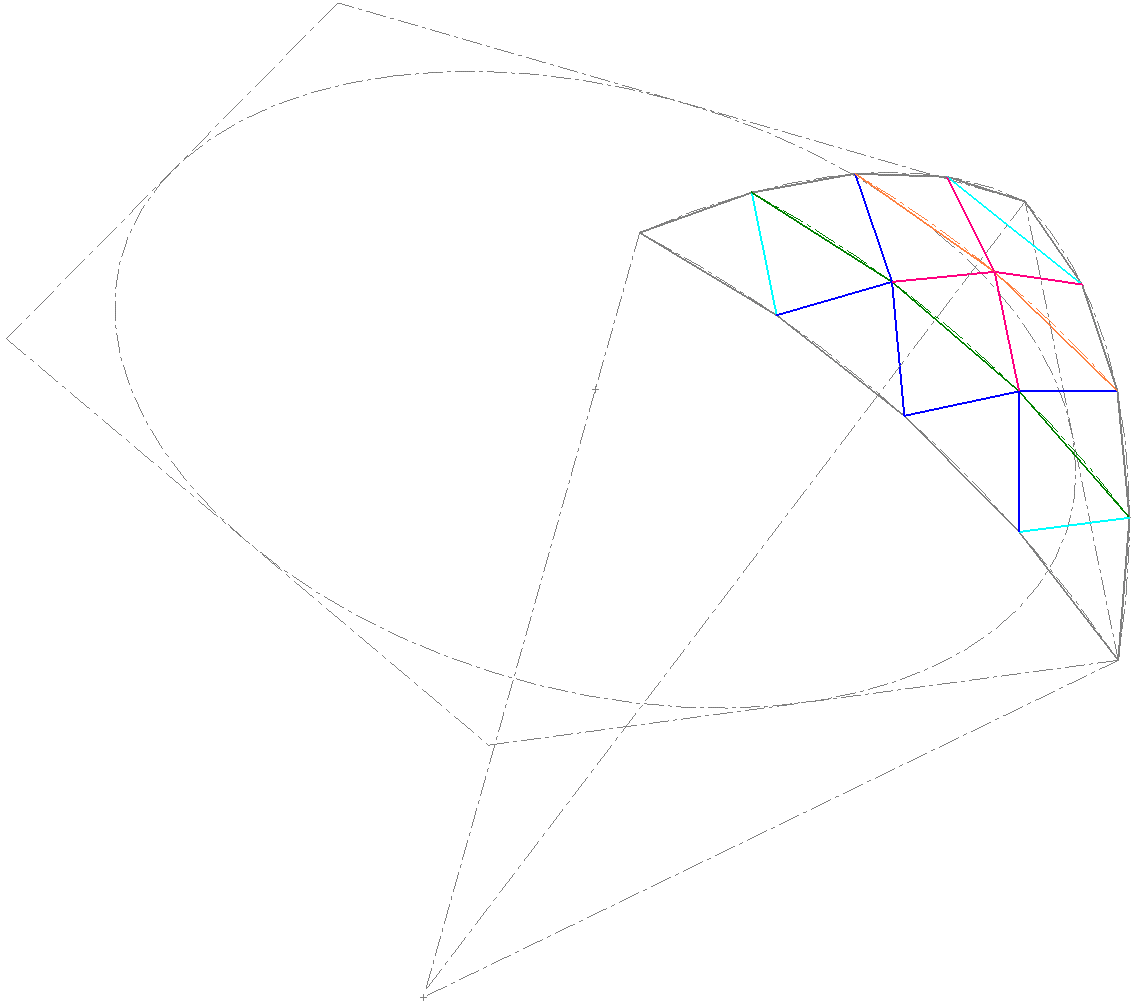
Descripción de la subdivisión de una cara de un Dodecaedro con frecuencia 4.

Las caras de una cúpula geodésica pueden ser triángulos, hexágonos o cualquier otro polígono. Los vértices deben coincidir todos con la superficie de una esfera o un elipsoide (si los vértices no quedan en la superficie, la cúpula ya no es geodésica). El número de veces que las aristas del icosaedro o dodecaedro son subdivididas dando lugar a triángulos más pequeños se llama la frecuencia de la esfera o cúpula geodésica. Para la esfera geodésica se cumple el teorema de Euler para poliedros, que indica que:

{\displaystyle C+V-A=2}

Donde C es el número de caras (o número de triángulos), V el número de vértices (o uniones múltiples) y  A el número de aristas (o barras usadas). Para una cúpula parcial que no sea una esfera completa se cumple:

{\displaystyle C+V-A=1}

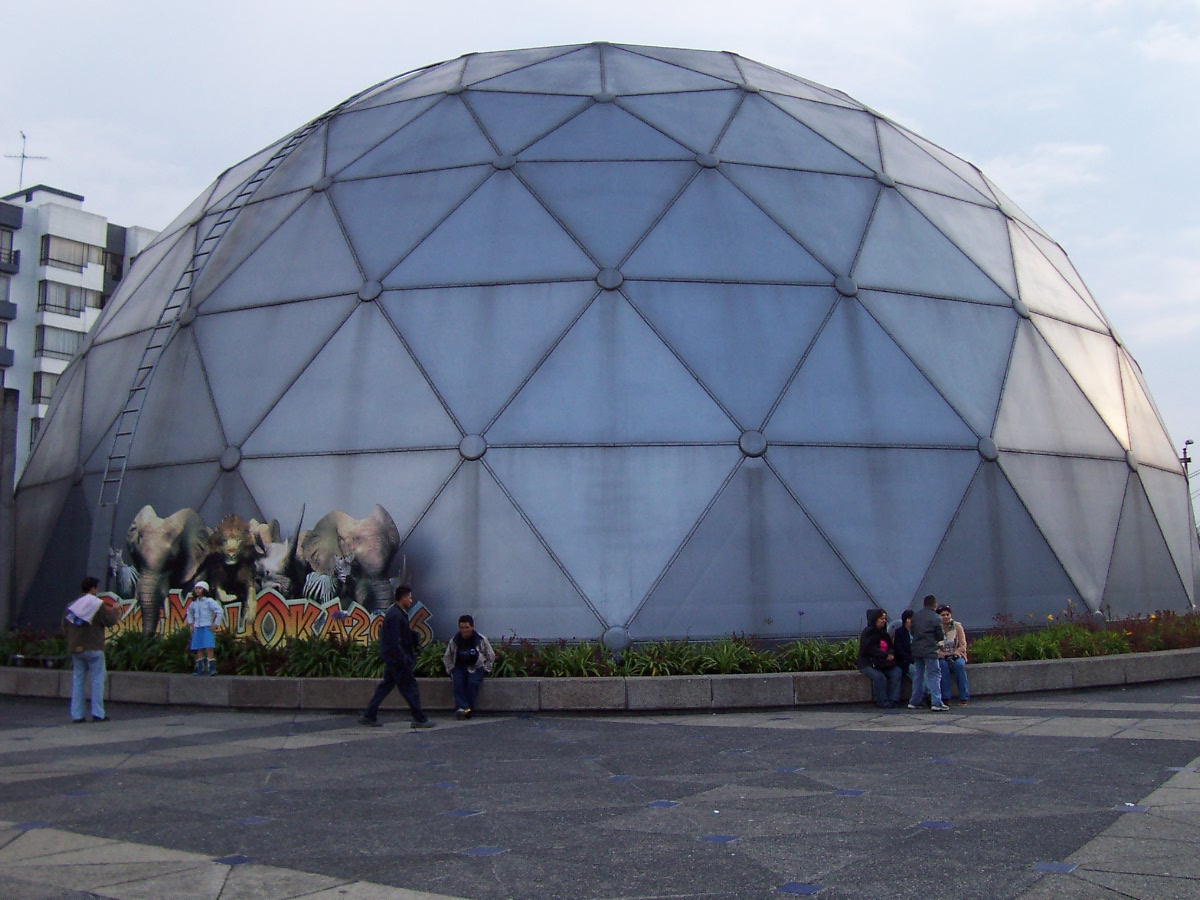
Domo de Maloka en Colombia

Para construir esferas geodésicas se utilizan las fórmulas de los radios del dodecaedro o icosaedro. Los radios permiten levantar los nuevos vértices de las subdivisiones a la superficie de la esfera que pasará por los vértices originales del cuerpo.

## Estabilidad estructural
Las cúpulas geodésicas a diferencia de las cúpulas conformadas por celosías tridimensionales, pueden sufrir pandeo global sin que ninguna de las barras comprimidas que la forman haya sufrido pandeo local. Eso implica que un cálculo como estructura lineal convencional, y comprobación posterior de pandeo local, puede no ser adecuado en muchos casos y para grandes luces se requiere un cálculo no lineal para determinar sus cargas críticas y asegurarse de que no se producen fenómenos de inestabilidad elástica.

## Geometría sagrada
Los domos geodésicos están íntimamente relacionados con la geometría sagrada, al basarse en uno de los sólidos platónicos (el icosaedro), en su constitución se encuentran pentágonos (asociado al pentáculo) y hexágonos (asociado a la Estrella de David, unión entre el cielo y la tierra), la esfera confinada en el domo geodésico representa el vientre materno, la matriz, concepto similar al que se ve en tipi, ruca (vivienda mapuche), yurta y otras construcciones arcaicas.

## Usos
En la actualidad, los domos geodésicos pasan por ser las estructuras idóneas para instalaciones Lunares y Marcianas. Los domos geodésicos son increíblemente eficientes, al menos cuando se trata de la cantidad de espacio interno que se obtiene respecto al costo de los materiales. Desde el punto de vista de la ingeniería, los domos geodésicos son demasiado complejos para ser populares en la Tierra, pero en el espacio, donde hay que tener en cuenta cada libra de su carga útil, su complejidad de ingeniería es un pequeño precio a pagar por sus huellas increíblemente eficientes.
En la última década, los domos geodésicos se han convertido en estructuras populares en el sector de los eventos, facilitando eventos audiovisuales inmersivos o fulldome gracias a la forma esférica de la estructura y en el sector turístico, también denominado Glamping, gracias al bajo coste y espacio diáfano que estas estructuras aportan como solución habitacional.
A comienzos de 2018 la empresa Intel ha creado el mayor set 360° para películas del mundo, Intel Studios, un domo geodésico de 10 000 pies cuadrados (929m2)  en Los Ángeles convirtiendo este estudio en el centro de medios inmersivo más grande del mundo con  96 cámaras 5K de alta resolución que capturan la acción en el interior del domo geodésico en dos dimensiones mientras que los algoritmos convierten esos billones de píxeles en un entorno virtual 3D de 360 grados.
En los últimos meses, en gran parte debido al cambio social que está originando la pandemia de COVID19 que está modificando hábitos laborales y marcando un regreso de ciudadanos a zonas rurales, se están poniendo de moda los alojamientos rurales, bien como alojamiento  permanente o como forma de negocio de turismo rural (glamping), basados en domos geodésicos con estructuras de madera y con diferentes cubiertas exteriores, como son cubiertas de PVC, cubiertas de madera y cubiertas con una última capa de corcho proyectado.
Este tipo de domos geodésicos con estructuras de madera, permiten el agregar diferentes capas con aislantes térmicos que en domos con estructuras metálicas no son posibles, convirtiendo a este tipo de estructuras en unos elementos idóneos para alojamientos rurales capaces de soportar las inclemencias meteorológicas.
También durante la pandemia, los domos geodésicos están adquiriendo cierta popularidad, en este caso los domos de pequeño tamaño, estructura metálica y cibiertas transparentes en casi todos los países, al convertirse en elementos esenciales que permiten reabrir los establecimientos hosteleros al contar con espacios divididos, instalados en el exterior o terrazas y que permiten el distanciamiento social y cuya ocupación son grupos reducidos de personas.